# Астролоба
Астролоба или апикра (лат. Astroloba) — род суккулентных растений семейства Асфоделовые (Asphodelaceae) распространенный на территории Капской провинции ЮАР.
Представители рода — маленькие растения, которые идеально приспособлены к жизни в сухих условиях, типичных для пустынных областей. Они формируют компактные кусты с мелкими, острыми, и плотными сочными листьями разной текстуры и узорами на поверхности. Листья создают спиральные узоры, а маленькие трубчатые цветки разнообразны как по форме, так и по цвету. Благодаря этим характеристикам, их все чаще используют как декоративные растения в контейнерах, для оформления скальных садов и как ценные экземпляры в коллекционировании растений.

## Название
Родовое латинское (научное) название Astroloba от др.-греч. ἄστρον — «звезда» и др.-греч. λοβός — «лепесток» и относится к звездообразной форме лепестков, которые образуются на концах трубчатых цветков.
Русскоязычное название является транслитерацией латинского.

## Ботаническое описание[5]
Растения данного рода являются небольшими, сочными многолетниками, которые могут разрастаться от основания или подземных столонов, образуя скопления высотой от 20 до 50 см. Они могут стелиться по земле или поддерживаться окружающей растительностью и имеют разветвленную структуру от основания.
Листья многочисленные, отчетливо сочные и кожистые. Они располагаются спирально, имеют черепитчатую структуру и треугольную, дельтовидно-заостренную форму. Листья также могут быть прямо раскидистыми, с гладкими или бугорчатыми поверхностями. Нижняя поверхность листьев обычно имеет выраженный центральный киль, а края могут быть гладкими или зубчатыми. Верхушка листа острая.

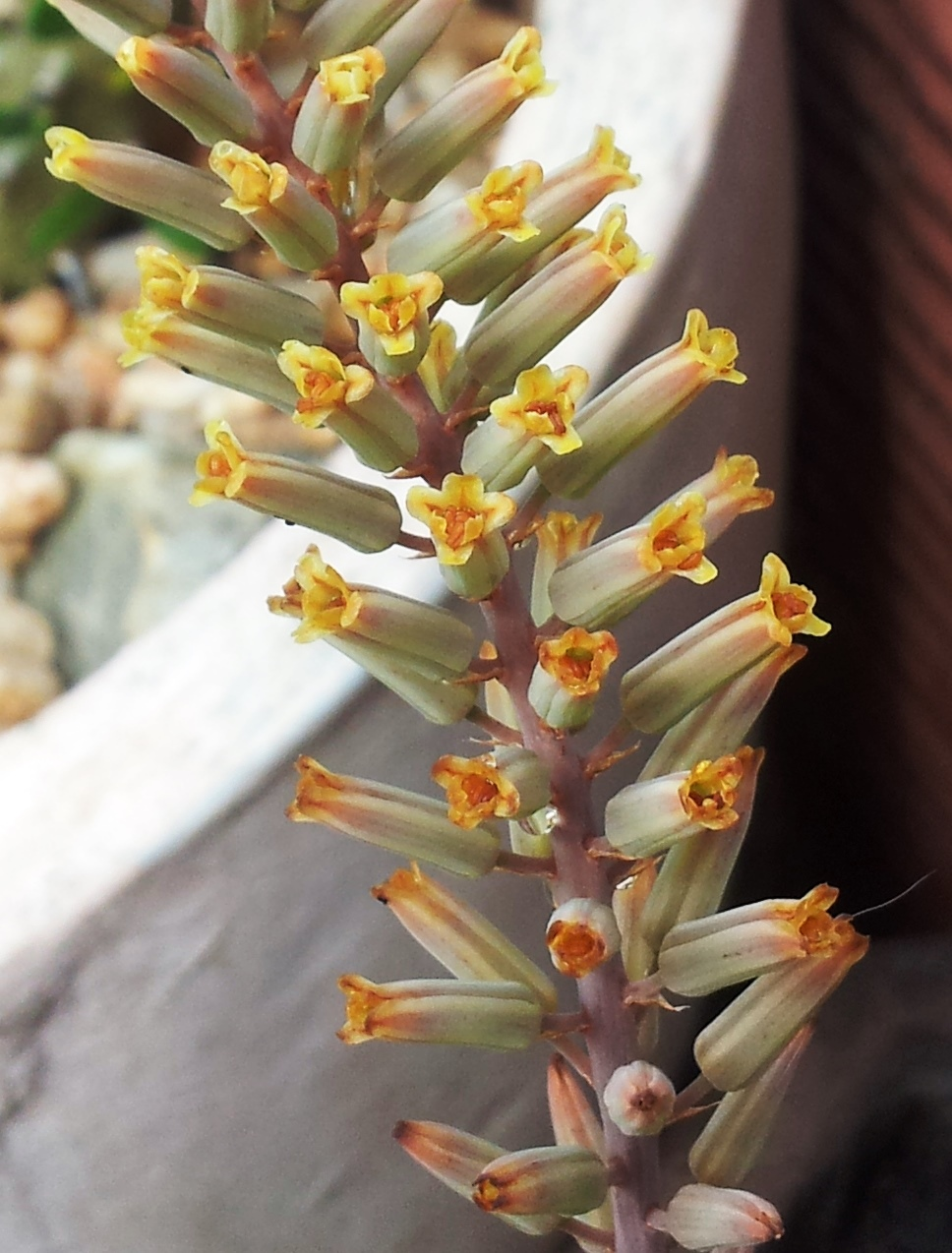
Соцветие Astroloba bullulata

Соцветия представлены рыхлоцветковыми кистями или метелками, которые прямо раскидисто разрастаются. Цветонос гладкий и может быть простым или ветвистым. Стерильные прицветники являются перепончатыми и прямостоячими, имеют маленький размер и могут быть треугольной или длиннозаостренной формы. Цветочные прицветники также перепончатые, длиннозаостренные и иногда остроконечные. Они имеют килевидную форму с 1-3 коричневато-зелеными или розоватыми центральными жилками, которые обхватывают цветоножку. Цветоножки короткие, восходящие, стойкие, тонкие и имеют розовато-коричневый цвет, причем они короче околоцветника.

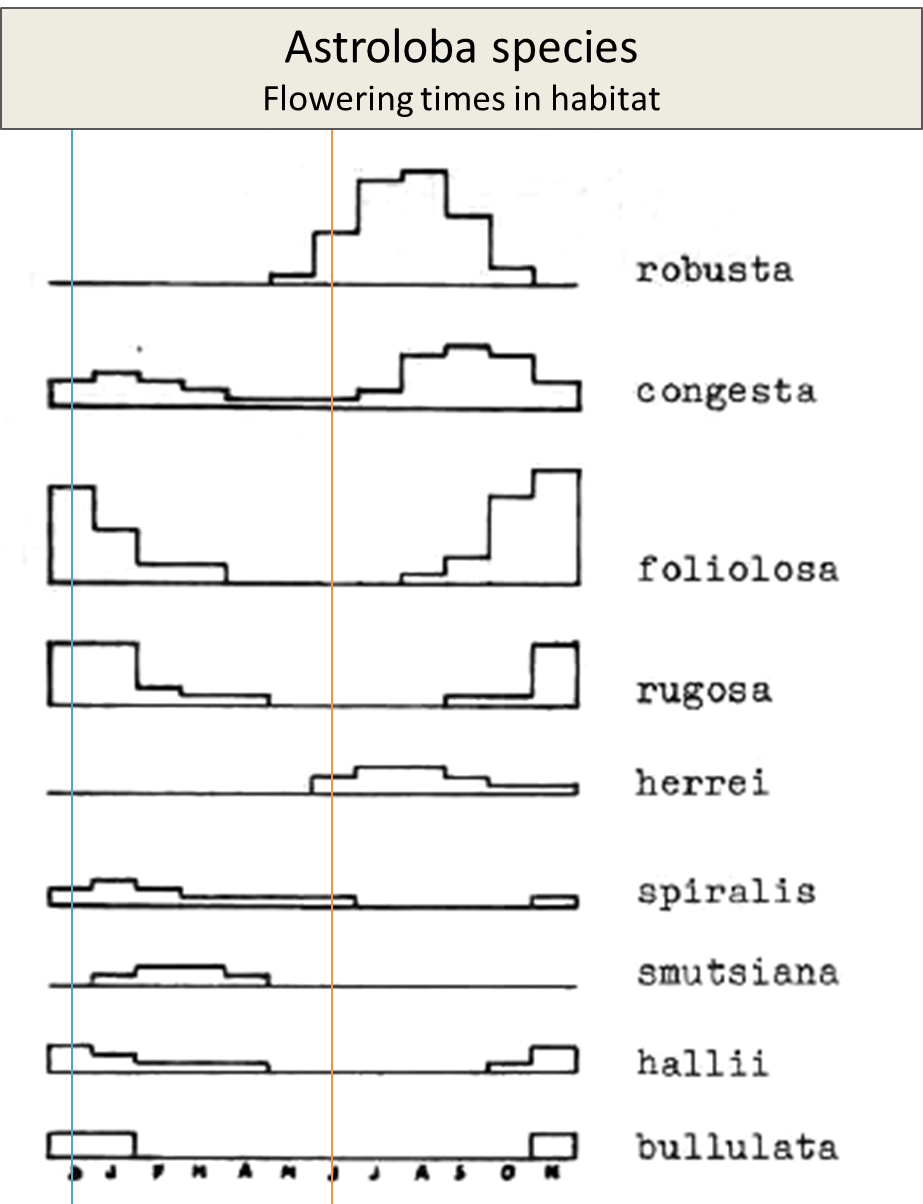
Таблица сроков цветения видов рода Астролоба

Цветки мелкие и имеют трубчатую форму. Они могут располагаться восходяще и быть на цветоножках или редко без них. Доли околоцветника снизу сросшиеся и сверху соприкасаются. Они обычно имеют короткий отгиб и одноцветны с приглушенной окраской, которая может быть тускло зеленовато-белой, кремовой, бежевой, желтой или розовой. Доли околоцветника имеют отчетливое жилкование и короткую прямую форму. Вершины долей свободные, а три внутренних членика дорсально прилегают к наружным сегментам. Края долей могут быть от перепончатых до мясистых и сверху сросшихся в увядшем состоянии, а снизу обрезаны. Завязь продолговатая, сидячая, с множеством аксиальных семязачатков. Коробочки прямостоячие и имеют цилиндрическую форму, которая может варьироваться от продолговатой до тупой или от яйцевидной до заостренной. В сухом виде они могут быть от картовидных до деревянистых. Семена мелкие и их длина составляет около 4 мм.

## Таксономия
Astroloba Uitewaal, первое упоминание в Succulenta (Netherlands) 28: 53 (1947).

### Синонимы
Гетеротипные (основанные на разных номенклатурных типах):
- Poellnitzia Uitewaal (1940)

### Виды
Подтвержденные виды (12) по данным сайта Plants of the World Online на 2023 год:
- Astroloba bullulata (Jacq.) Uitewaal
- Astroloba congesta (Salm-Dyck) Uitewaal
- Astroloba corrugata N.L.Mey. & Gideon F.Sm.
- Astroloba cremnophila van Jaarsv.
- Astroloba foliolosa (Haw.) Uitewaal
- Astroloba herrei Uitewaal
- Astroloba pentagona (Haw.) Uitewaal
- Astroloba robusta P.Reinecke ex Molteno, van Jaarsv. & Gideon F.Sm.
- Astroloba rubriflora (L.Bolus) Gideon F.Sm. & J.C.Manning
- Astroloba spiralis (L.) Uitewaal — Астролоба спиральная[7]
- Astroloba spirella (Haw.) Molteno & Gideon F.Sm.
- Astroloba tenax Molteno, van Jaarsv. & Gideon F.Sm.

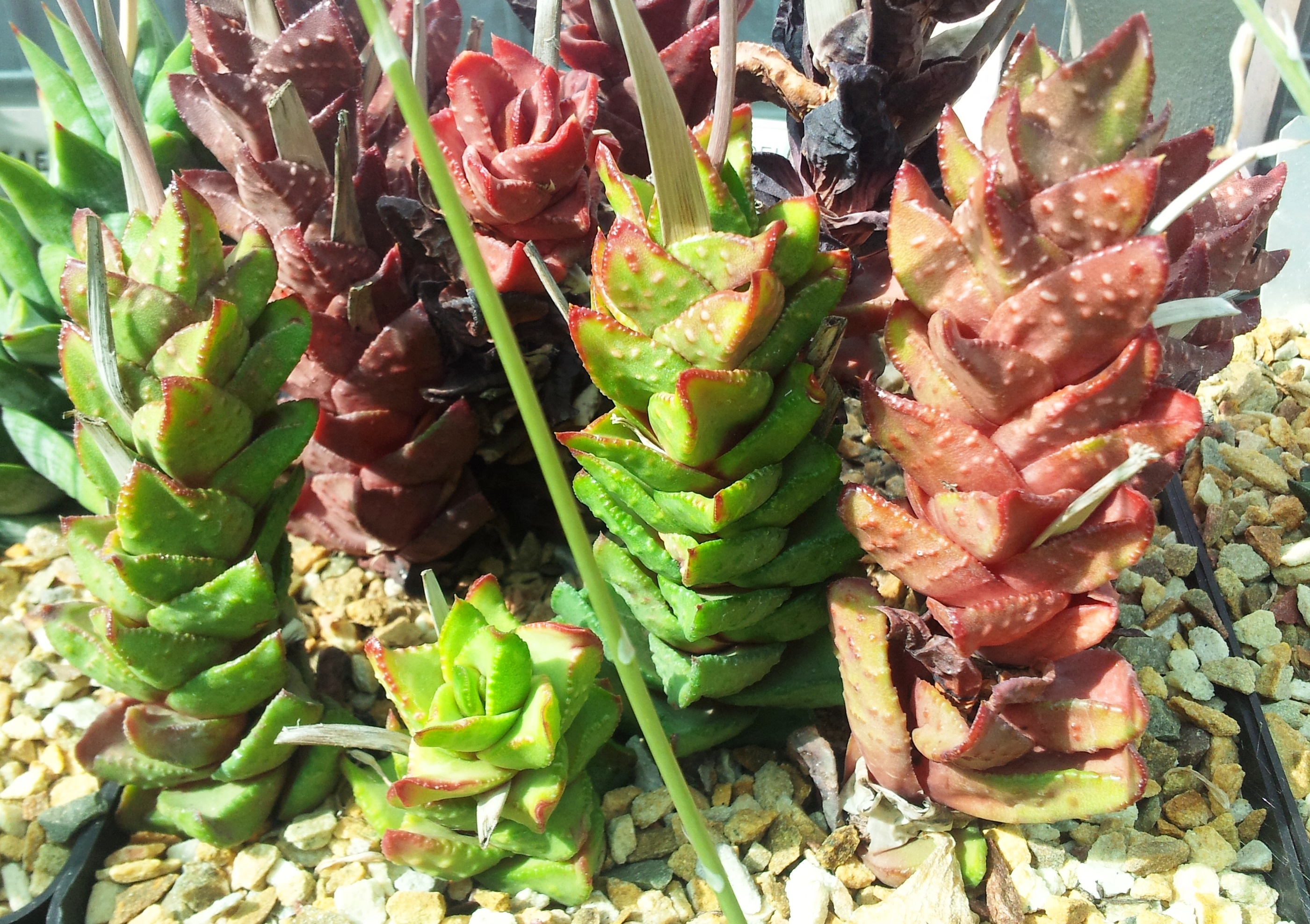
Astroloba bullulata
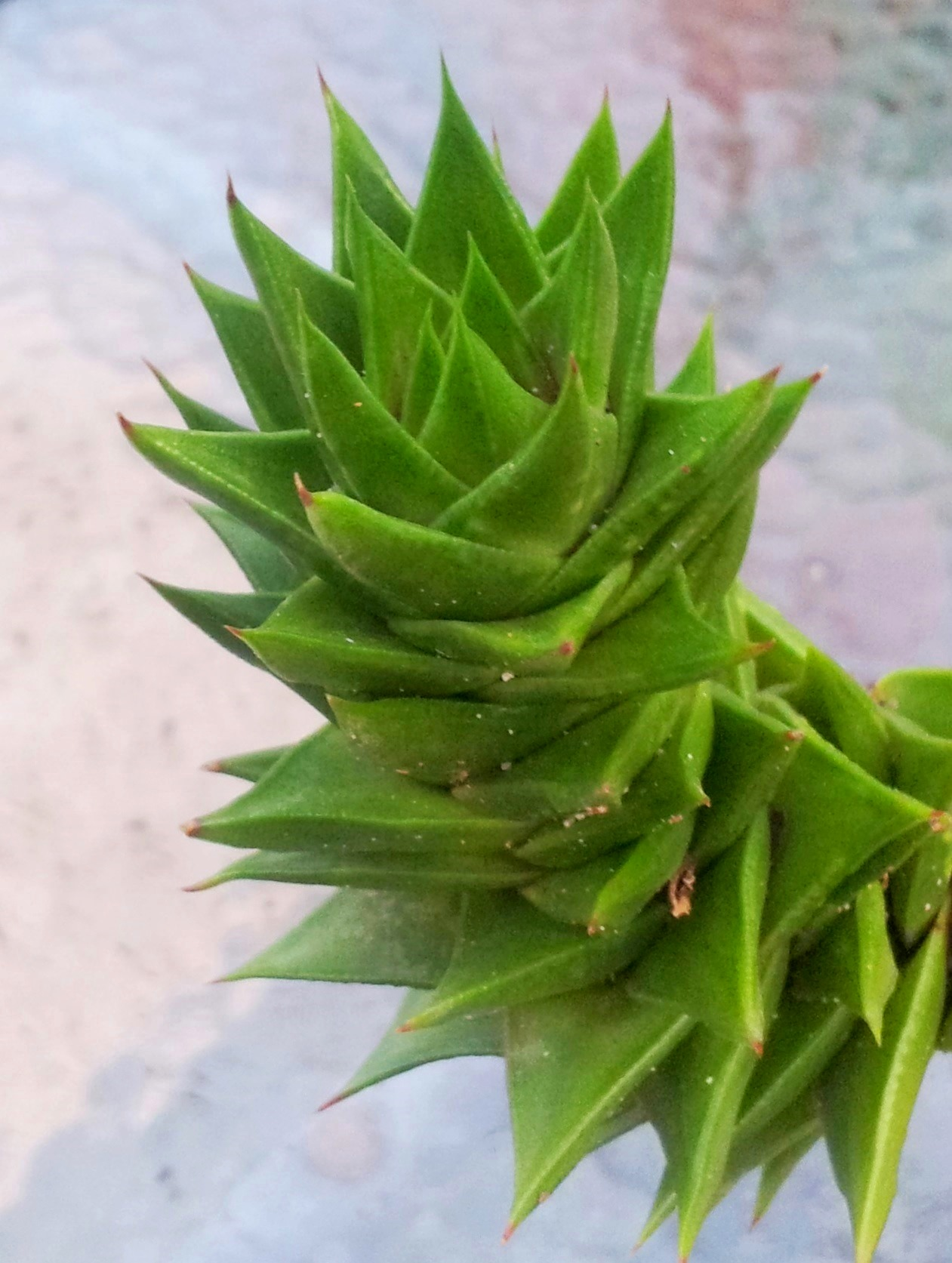
Astroloba congesta
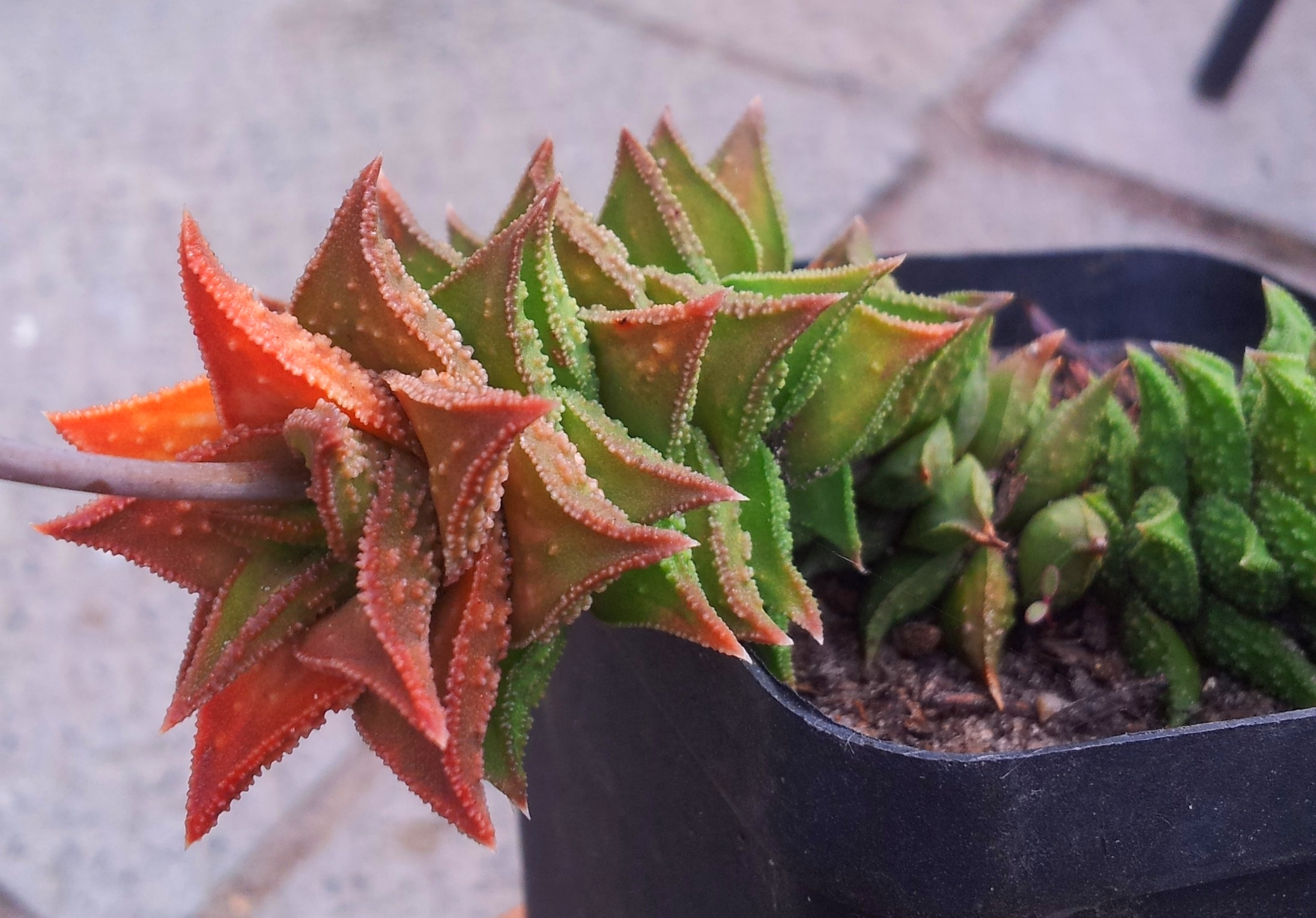
Astroloba corrugata
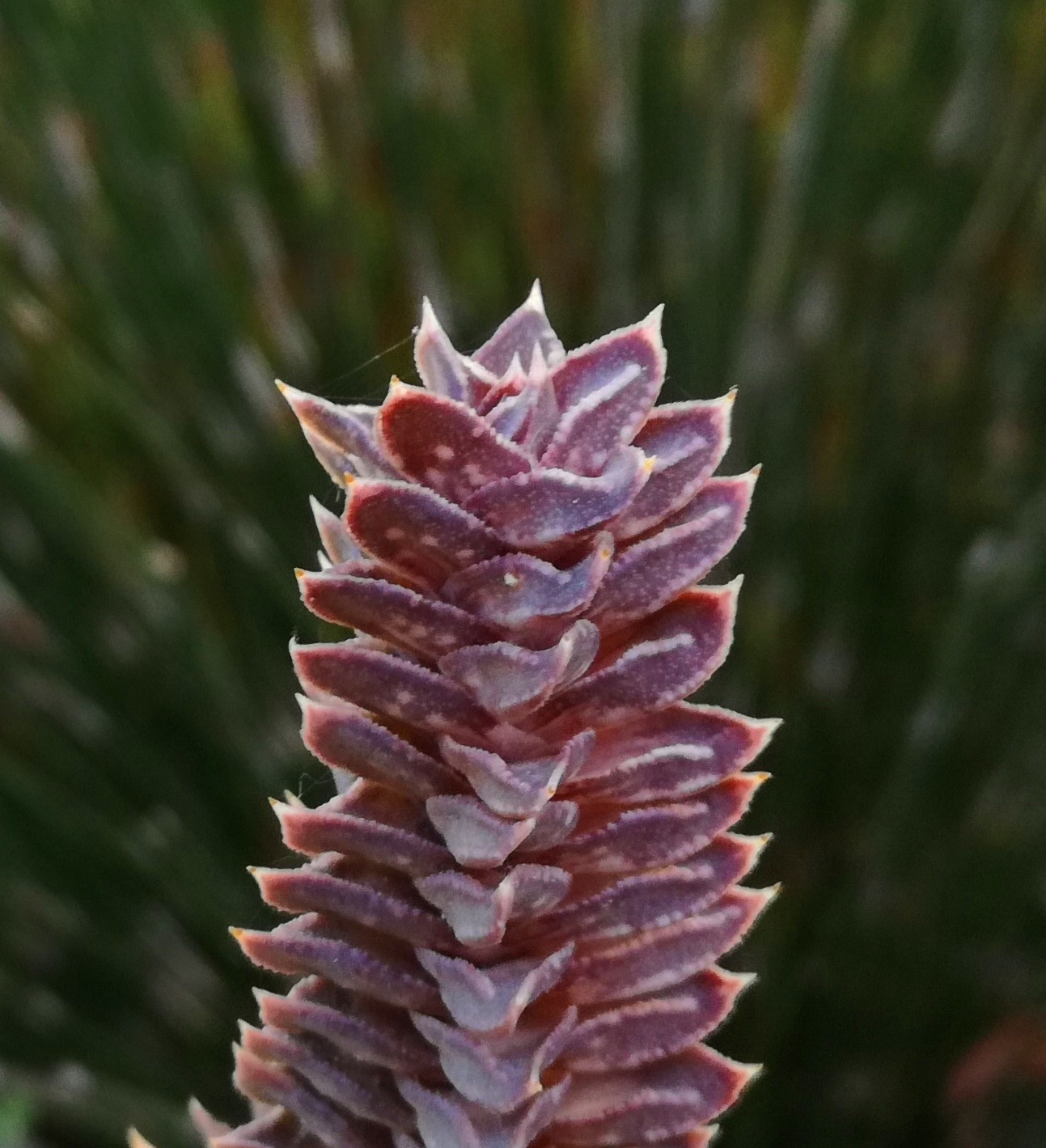
Astroloba cremnophila
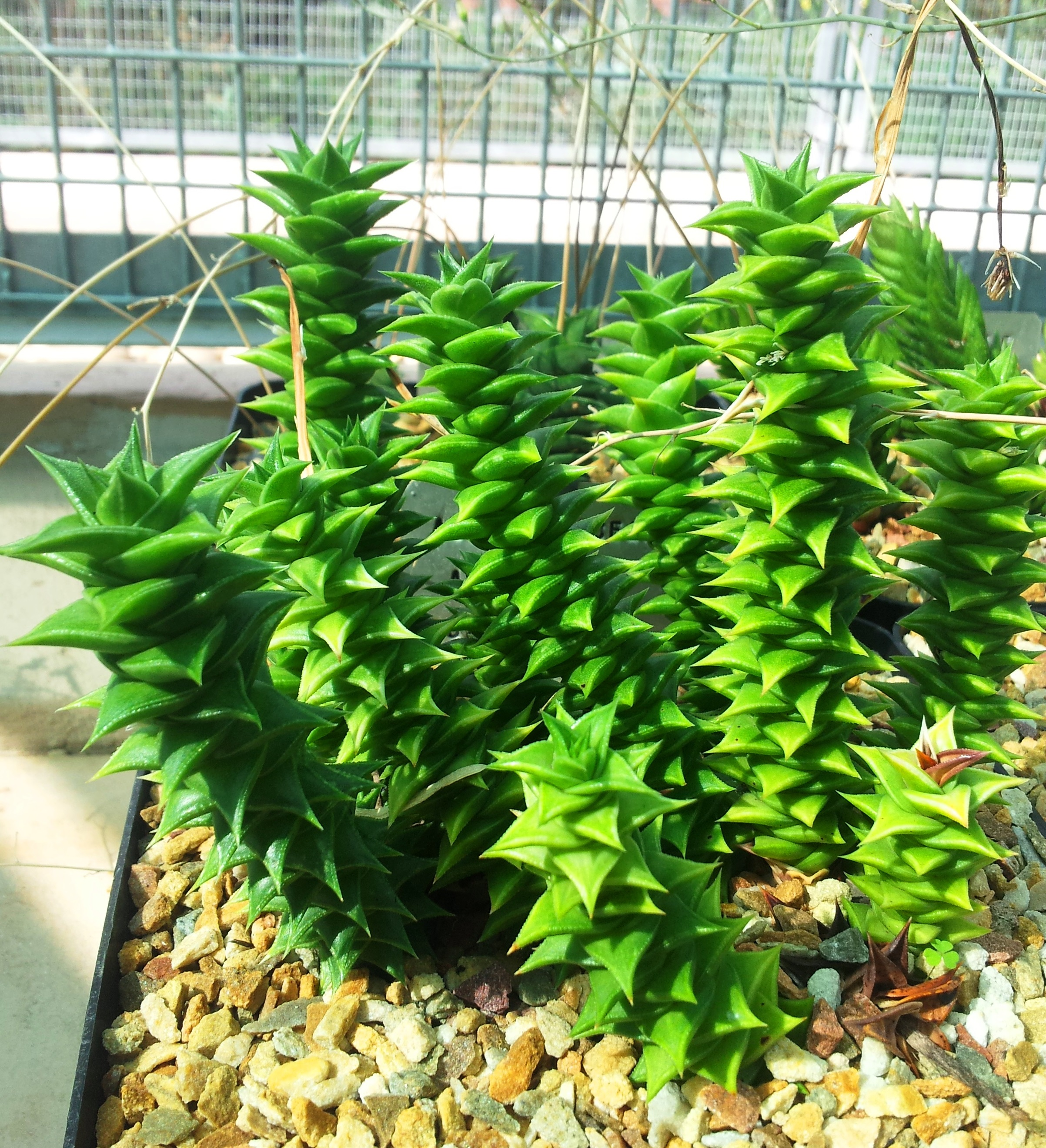
Astroloba foliolosa
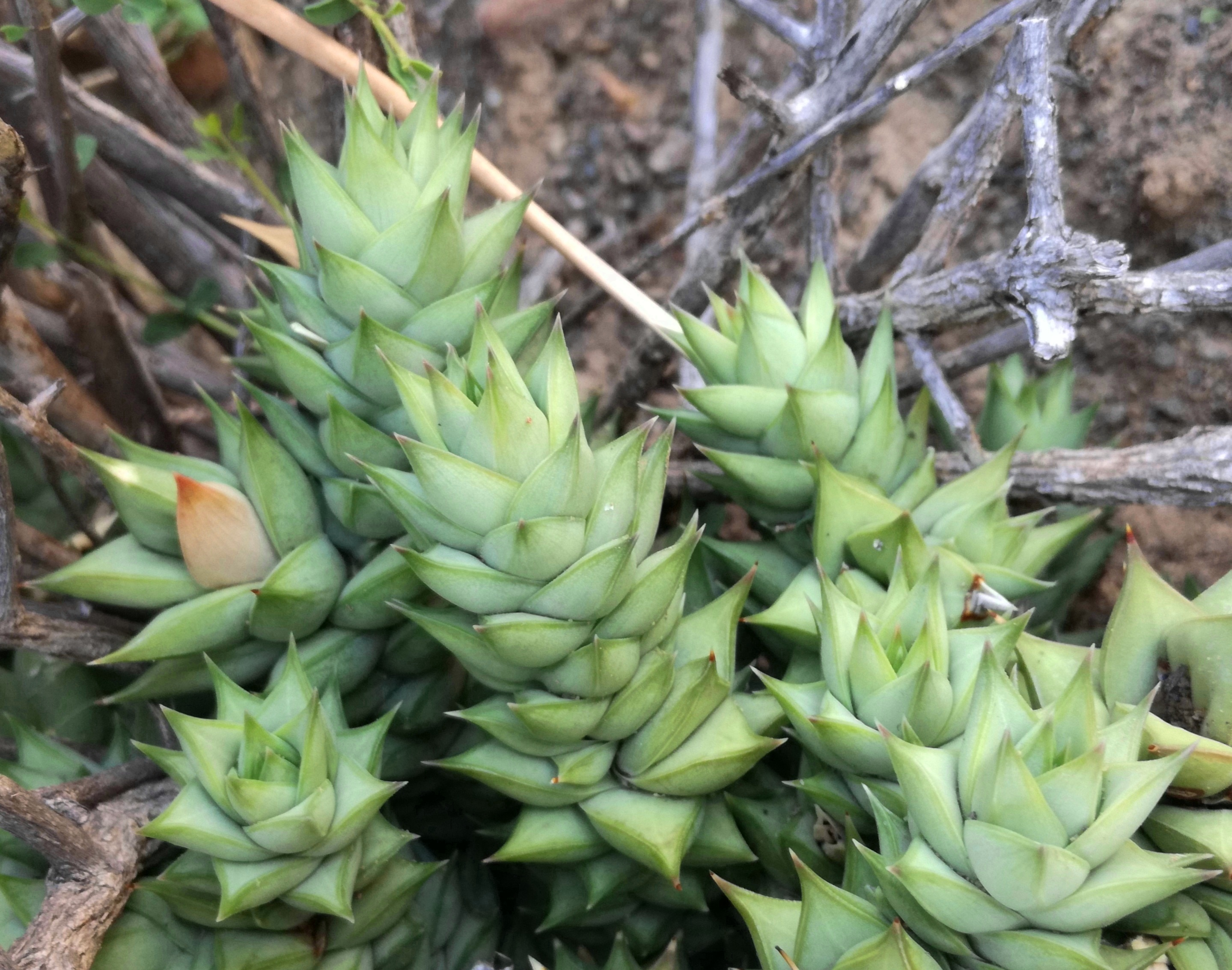
Astroloba herrei
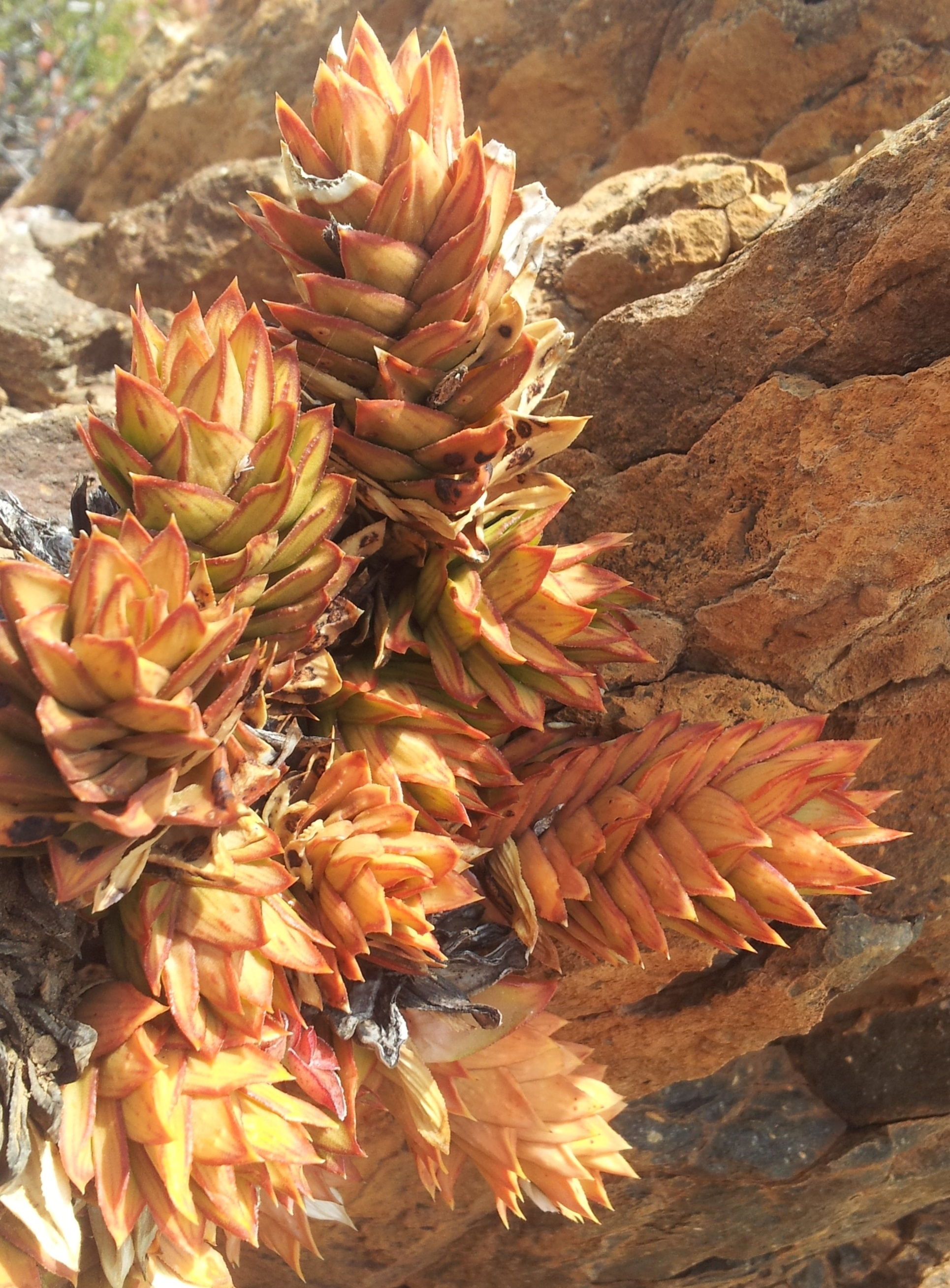
Astroloba pentagona
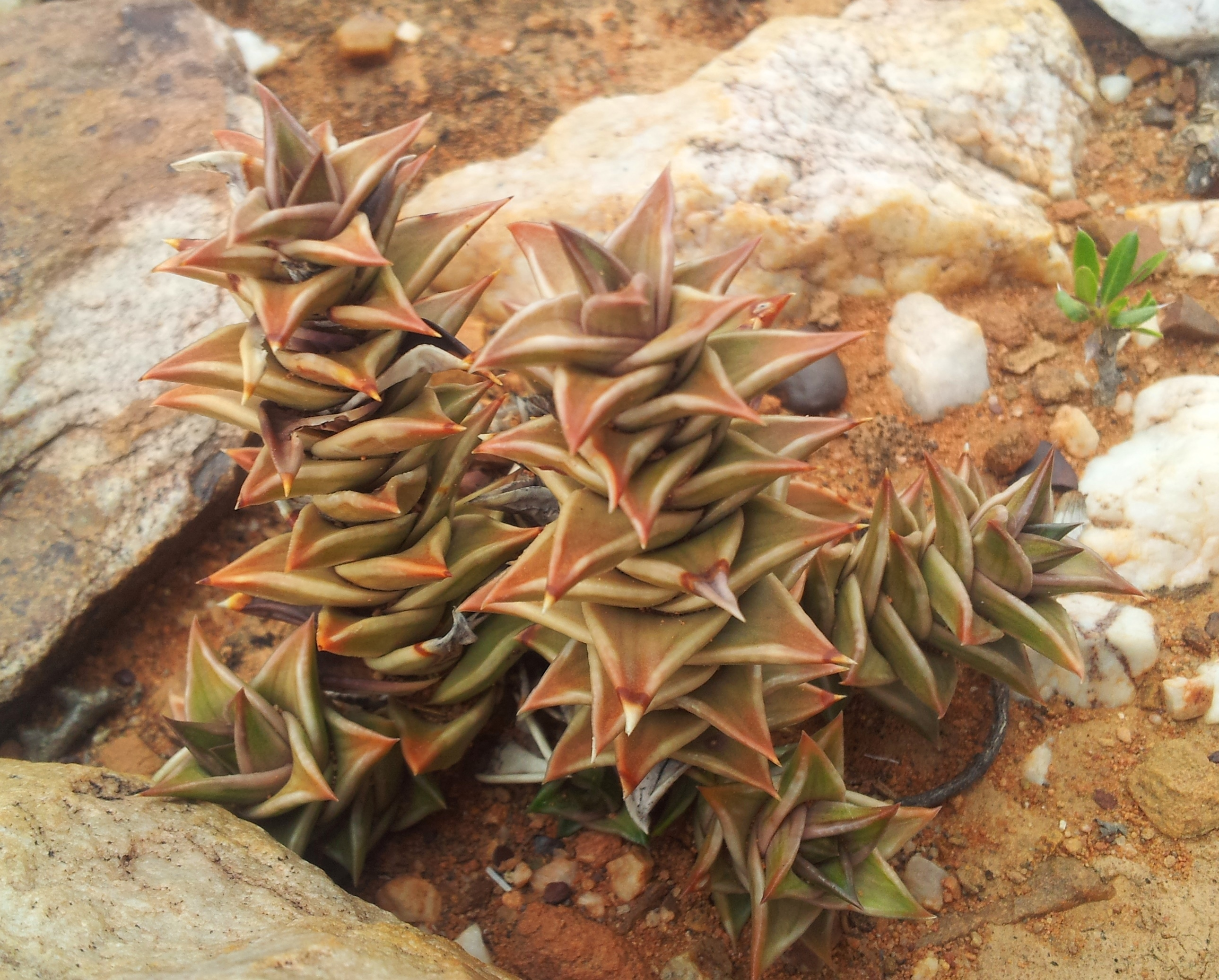
Astroloba robusta
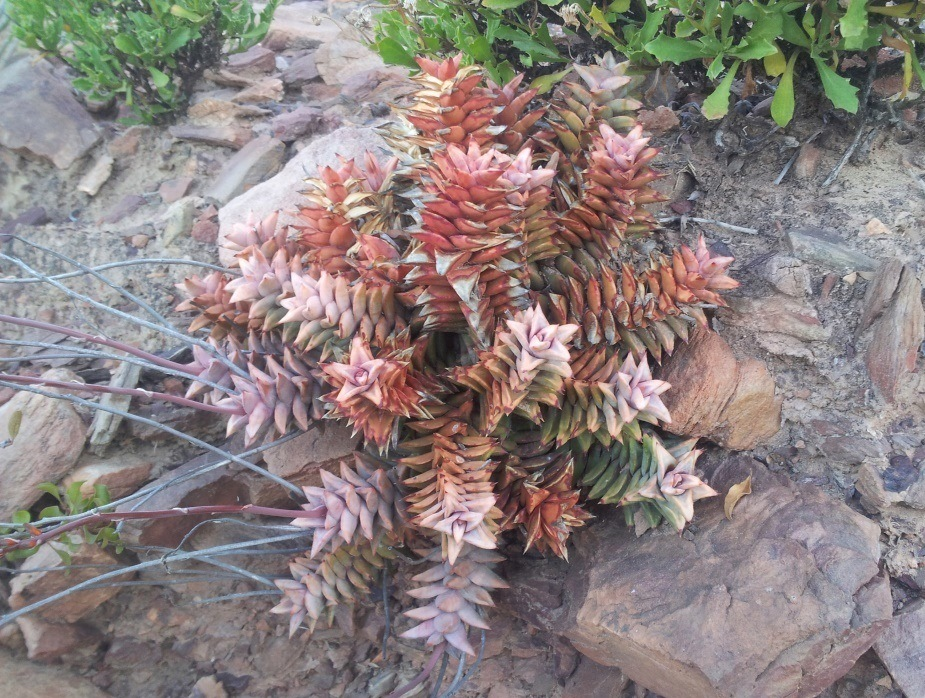
Astroloba rubriflora
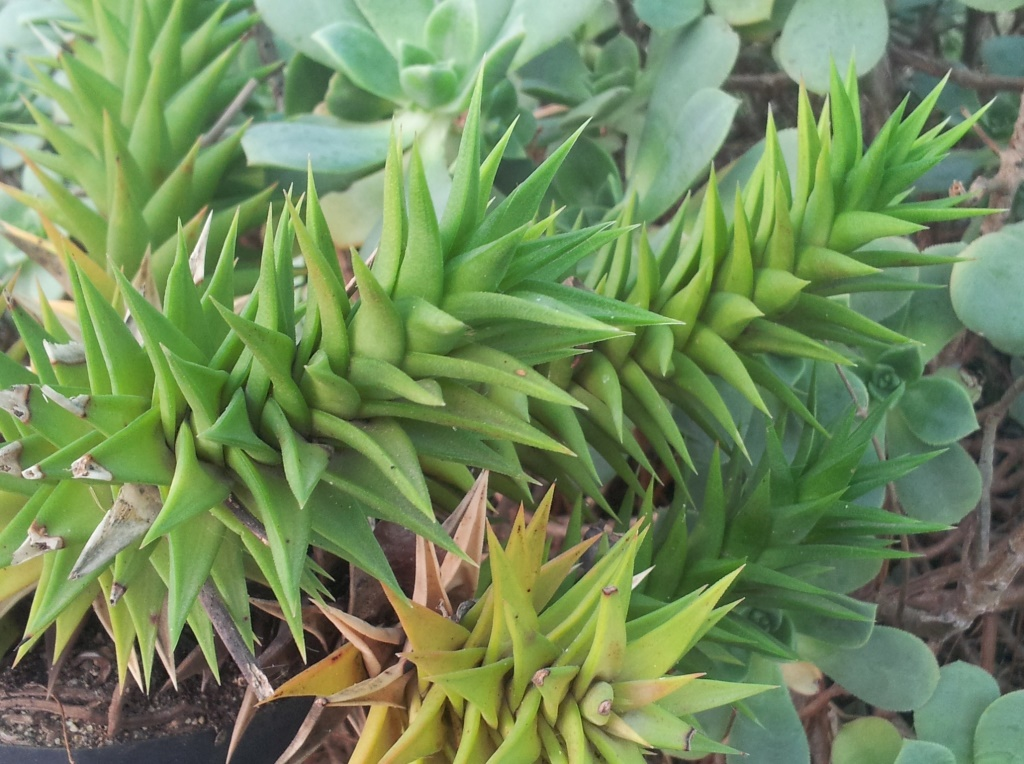
Astroloba spiralis
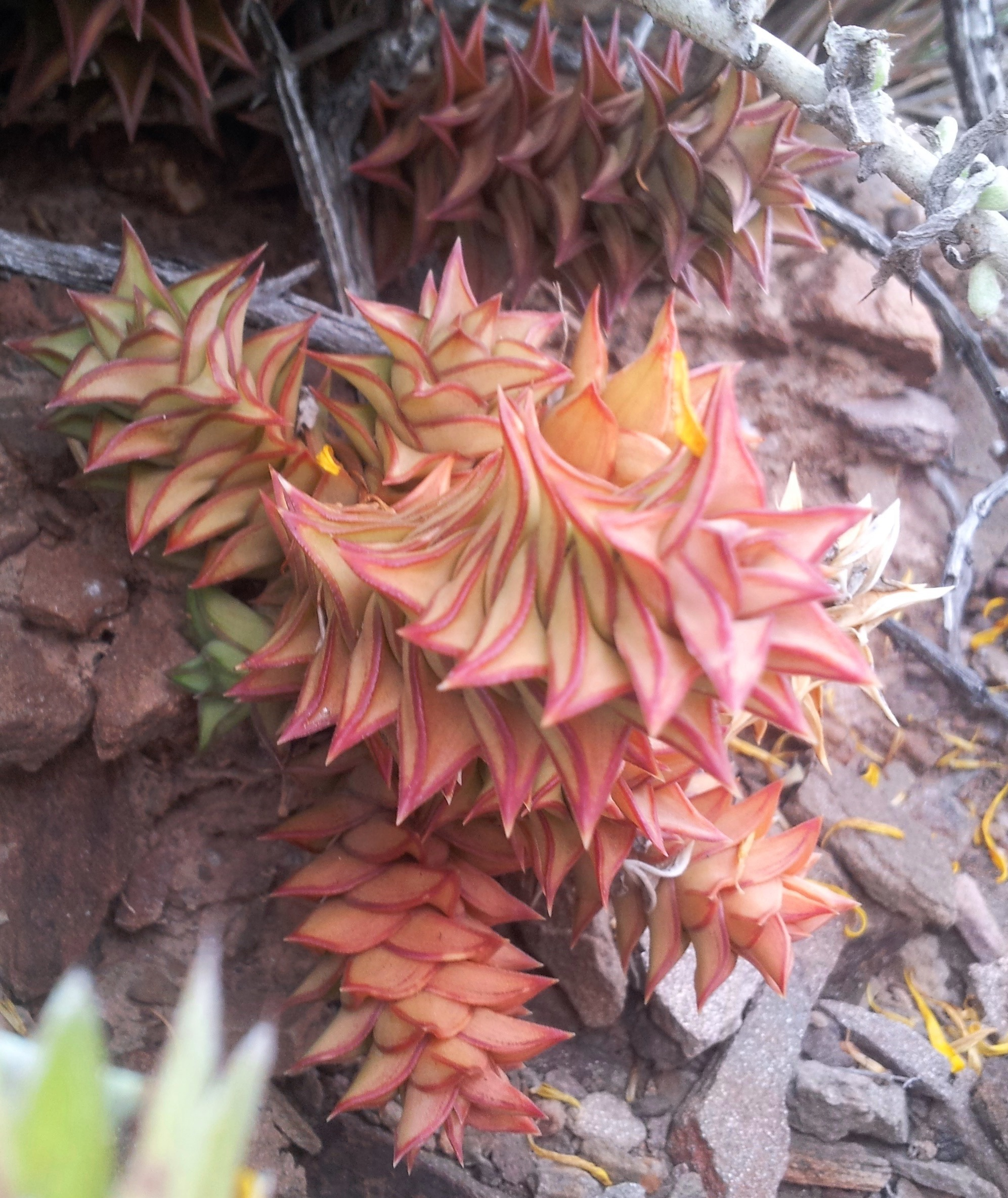
Astroloba spirella
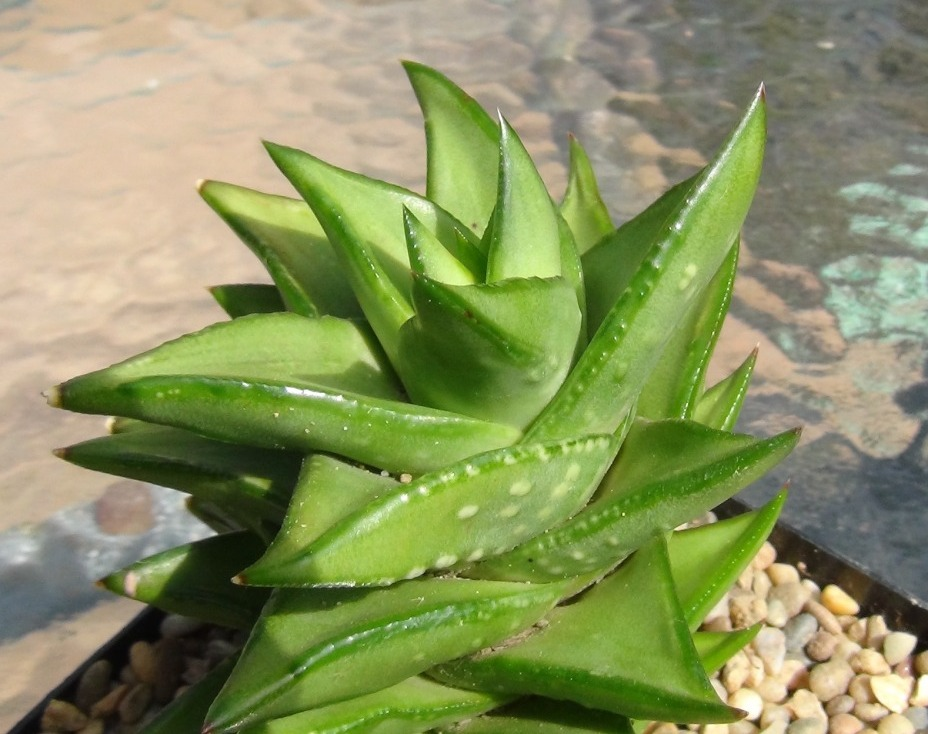
Astroloba tenax

## Угрозы
Одной из наиболее серьезных угроз для видов является утрата природной среды, преимущественно вследствие сельскохозяйственной деятельности. Например, астролобы крайне уязвимы перед постоянным перееданием скотом, частично из-за привлекательности их вкуса. Более того, чрезмерное выпасание кустарников-родителей, в которых происходит прорастание семян астролоб и дальнейшее развитие растений, лишает их необходимой микросреды обитания и может нарушить восстановление популяций. Другие новые угрозы для некоторых видов включают незаконный сбор растений недобросовестными суккулентными торговцами и потенциальное добычу сланцевого газа в определенных регионах их ареала.

## Распространение

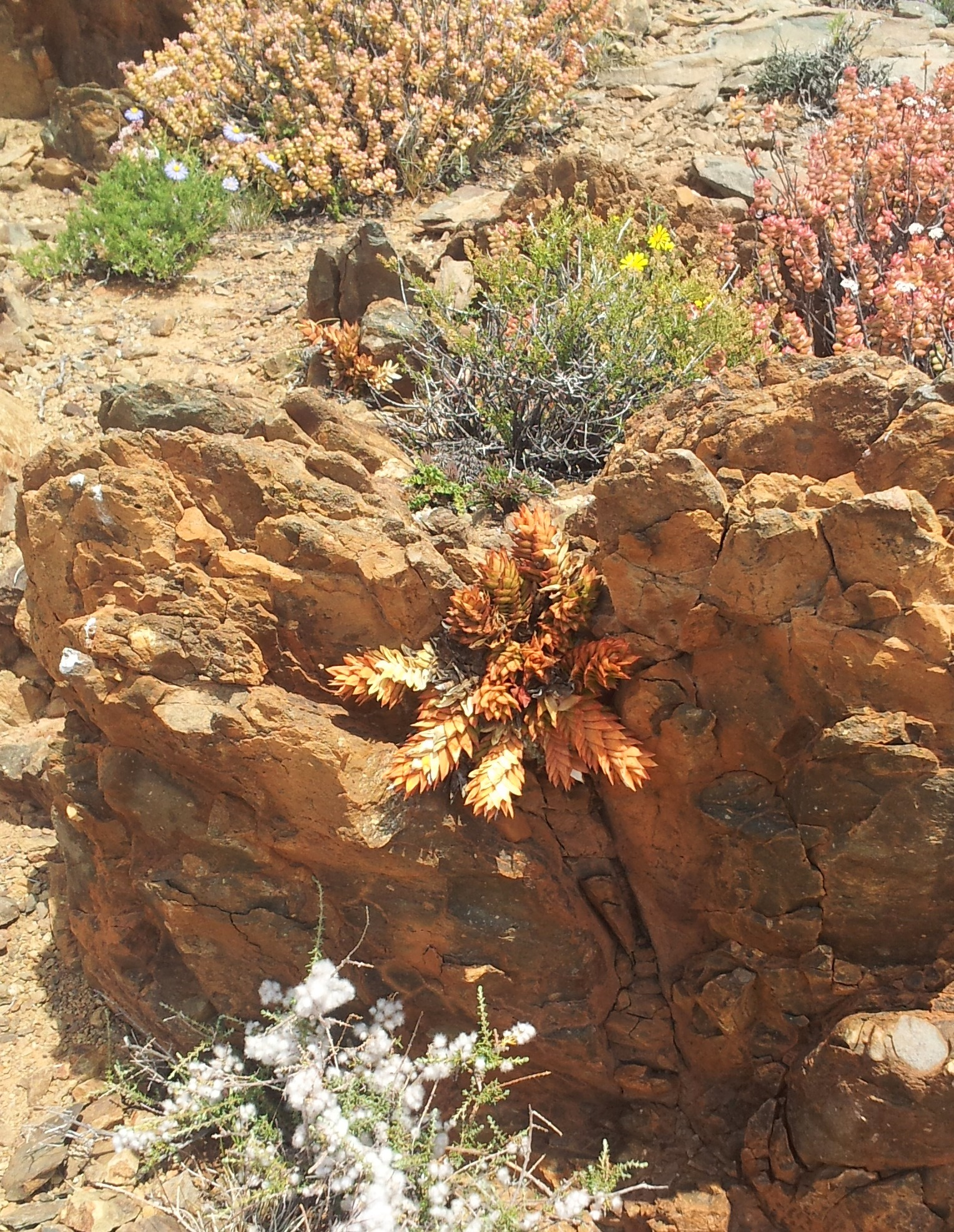
Astroloba pentagona в естественной среде обитания

На сегодняшний день род включает в себя 12 видов, что делает его одним из крупнейших родов в подсемействе Асфоделовые. По количеству видов он занимает пятое место после Aloe, Haworthiopsis, Gasteria и Haworthia. Все остальные роды включают в себя менее 12 видов, такие как Aloidendron, Gonialoe, Aristaloe, Tulista, Kumara и Aloiampelos. Географически все виды являются эндемиками определенных регионов в юго-западной, юго-центральной и юго-восточной частях Южной Африки.

## Экология
Астролобы хорошо адаптированы к сухим условиям среды обитания. Их компактная треугольная форма сочных листьев минимизирует площадь, подвергаемую солнечному облучению, а вертикальное расположение листьев обеспечивает затенение нижних листьев.
Большинство видов опыляются насекомыми, хотя их цветы не имеют типичной для большинства других хавортиоидов двугубой апикальной морфологии, характерной для насекомоопыляемых цветов. Виды астролоб обладают относительно разнообразными цветами. Фактически, астролобы имеют больше разнообразия цветов, чем большинство других родов алоидов, за исключением Алоэ. На цветах астролоб наблюдали разнообразных насекомых-опылителей, включая ос Masarinae, одиночных пчел-копателей Anthophorine и несколько видов мелких мух.
Астролобы часто растут внутри кустарников, которые служат им «питомниками», но их высокие цветоносы поднимают цветы над кроной куста, облегчая доступ насекомым-опылителям.
Семена астролоб маленькие, темные и угловатые. Хотя они не обладают выдающимися «крыльями» для распространения ветром, как, например, семена некоторых других алоидов, таких как Gonialoe variegata или Aloe longistyla, они имеют незначительные крылья.

## Применение

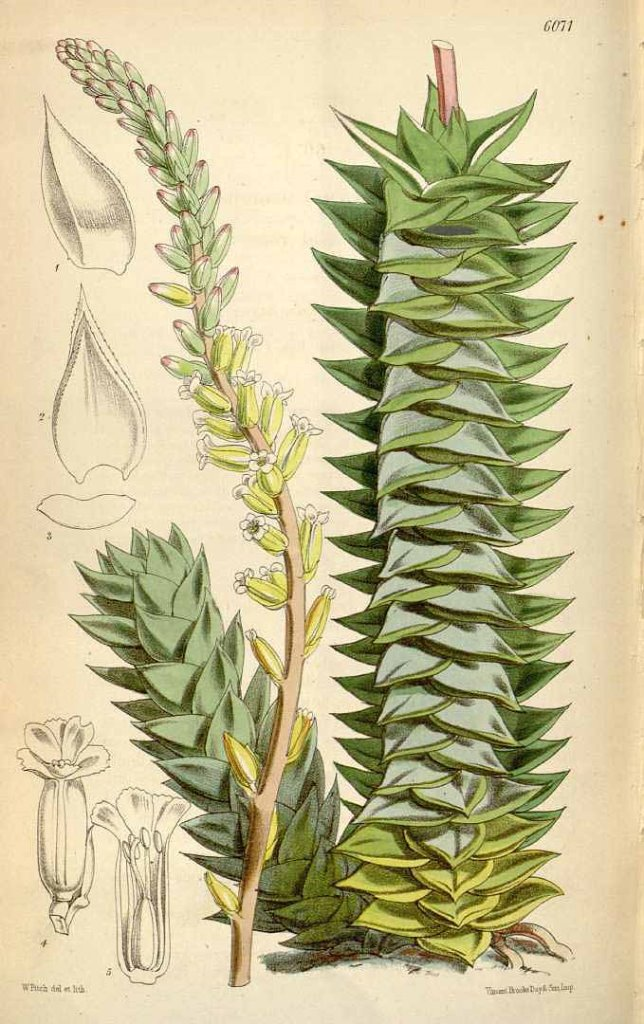
Ботаническая иллюстрация Astroloba congesta

Астролобы выполняют важную функциональную роль в создании микросреды обитания, которая поддерживает другие растения. Хотя они сами часто прорастают под защитой плотных «кустов-питомников», их плотные сочные листья выполняют роль в охлаждении, затенении и защите этой микросреды, обеспечивая условия для прорастания и выживания других видов. Эта роль особенно важна в регионах Кару, где астролобы обычно встречаются в большом количестве.
Их вкусная, сочная листва делает астролобы привлекательным кормом для различных диких животных, включая антилоп и черепах, а также для домашнего скота. В отличие от многих других родов алоидов, сок астролоб не имеет горького вкуса. В прошлом, астролобы входили в род Apicra, что переводится как «негорькие».
Существуют не подтвержденные отчеты о сборе астролоб в медицинских целях, но, если это и происходит, то, вероятно, довольно редко.
В их естественной среде обитания, растения, подвергаемые выпасу и собиранию, могут не выглядеть привлекательно, по крайней мере, для человека. Однако культивированные экземпляры приобретают уникальную эстетическую ценность. По этой причине некоторые астролобы стали весьма популярными среди садоводов, коллекционеров и ценителей ксерискейпинга.

## Ссылка
- Украинский сайт о кактусах и кактусистів (рус.)
- Astroloba на сайте Архивная копия от 5 сентября 2017 на Wayback Machine «The Plant List» (англ.)
- Astroloba в базе данных Архивная копия от 3 декабря 2018 на Wayback Machine «Tropicos» Ботанический сад Миссури (англ.)
- Astroloba в базе данных африканских растений «African Plant Database» Архивная копия от 3 декабря 2018 на Wayback Machine Женевского ботанического сада (англ.), (фр.)
- http://www.desert-tropicals.com/Plants/Asphodelaceae/Astroloba.html Архивная копия от 19 ноября 2019 на Wayback Machine
- http://davesgarden.com/guides/pf/go/138832/ Архивная копия от 24 ноября 2018 на Wayback Machine
- http://www.plantsystematics.org/taxpage/0/genus/Astroloba.html Архивная копия от 24 сентября 2015 на Wayback Machine